# Kompetenzzentrum Natürlicher Klimaschutz
Das Kompetenzzentrum Natürlicher Klimaschutz (KNK) ist die zentrale Anlaufstelle für das Thema Natürlicher Klimaschutz auf Bundesebene. Es koordiniert die bundesweite Beratung zum Natürlichen Klimaschutz, vernetzt Akteure und Interessierte in Veranstaltungen, informiert über Förderangebote und stellt Fachinformationen bereit. Das Angebot richtet sich u. a. an Kommunen, Verbände, Flächeneigentümer sowie land- und forstwirtschaftliche Betriebe.
Das KNK wurde am 5. Oktober 2023 in Berlin eröffnet. Die Zukunft – Umwelt – Gesellschaft (ZUG) gGmbH baut es im Auftrag des Bundesamtes für Naturschutz (BfN) auf. Es ist Teil des Aktionsprogramms Natürlicher Klimaschutz (ANK) des Bundesministeriums für Umwelt, Naturschutz, nukleare Sicherheit und Verbraucherschutz (BMUV). Das KNK begründet sich auf der ANK-Maßnahme 9.6., die besagt, ein „Zentrales Kompetenzzentrum und regionale Agenturen für Natürlichen Klimaschutz zu etablieren“.

## Aufgaben des Kompetenzzentrums
- Wissens- und Kompetenzaufbau: Das KNK erarbeitet fachliche Stellungnahmen, Hintergrundinformationen und begleitet fachliche Diskurse. Es informiert über Website, Newsletter und LinkedIn über seine Aktivitäten und zum Thema Natürlicher Klimaschutz.
- Beratung und Information: Das KNK bietet ein breites Beratungsangebot (Fach- und Orientierungsberatung) zu Themen und Förderangeboten des Natürlichen Klimaschutzes.
- Veranstaltungen: Mit einer Reihe von verschiedenen Veranstaltungsformaten wie Fachkonferenzen, Vernetzungstreffen, Seminaren und Exkursionen informiert das KNK über aktuelle Förderrichtlinien und fördert den Austausch zu Themen des Natürlichen Klimaschutzes.
- Vernetzung von Akteuren: Das Kompetenzzentrum baut nationale, regionale und lokale Unterstützungsstrukturen auf, um die praktische Umsetzung von Maßnahmen des Natürlichen Klimaschutzes vor Ort zu unterstützen. Bereits bestehende Netzwerke, etablierte Institutionen und Partner in den Ländern und Regionen sollen hierbei nach Möglichkeit eingebunden werden.[4]